# خوآن دوم، پادشاه آراگون
خوآن دوم آراگون (باسکی: Joanes II) که به او لقب کبیر داده بودند، وی همچنین پادشاه ناوار بود.